# غزوة بني لحيان
غَزْوَةُ بَنِي لِحْيَان حدثت في السنة السادسة للهجرة بين المسلمين وبني لحيان الهدف منها كان معاقبة بني لحيان على غدرهم بستة من الدعاة المسلمين عند ماء الرجيع قبل عامين من الغزوة.

## موقع بني لحيان
وكانت أرض بني لحيان تبعد عن المدينة أكثر من مائتين من الأميال، وهي مسافة بعيدة، يلاقي كل من يريد قطعها مشقة كبيرة، لكن النبي محمد، كان حريصاً على الاقتصاص لأصحابه الذين استشهدوا.

## سبب الغزوة
بنو لحيان هم الذين كانوا قد غدروا بعشرة من أصحاب محمد ﷺ بالرَجيع، وتسببوا في إعدامهم، ولكن لما كانت ديارهم متوغلة في الحجاز إلى حدود مكة . والتارات الشديدة قائمة بين المسلمين وقريش والأعراب، لم يكن يري محمد ﷺ أن يتوغل في البلاد بمقربة من العدو الأكبر، فلما تخاذلت الأحزاب، واستوهنت عزائمهم، واستكانوا للظروف الراهنة إلى حد ما، رأي أن الوقت قد آن لأن يأخذ من بني لحيان ثأر أصحابه المقتولين بالرجيع، فخرج إليهم في ربيع الأول أو جمادي الأول سنة 6 هـ في مائتين من أصحابه، واستخلف على المدينة ابن أم مكتوم، وأظهر أنه يريد الشام، ثم أسرع السير حتى انتهي إلى بطن غُرَان ـ واد بين أمَلجَ وعُسْفَان ـ حيث كان مصاب أصحابه، فترحم عليهم ودعا لهم، وسمعت به بنو لحيان فهربوا في رءوس الجبال، فلم يقدر منهم على أحد، فأقام يومين بأرضهم، وبعث السرايا، فلم يقدروا عليهم، فسار إلى عسفان، فبعث عشرة فوارس إلى كُراع الغمِيم لتسمع به قريش، ثم رجع إلى المدينة . وكانت غيبته عنها أربع عشرة ليلة.

## وصلات خارجية
- نبي الرحمة.
- غزوة الرجيع